# Menameradiel
Menameradiel (en néerlandais, Menaldumadeel) est une ancienne commune néerlandaise de la province de Frise. Son chef-lieu était Menaam.

## Géographie
La commune, située dans le nord-ouest de la province de Frise, occupait une superficie de 70,03 km2. Elle était limitrophe des communes de Leeuwarden à l'est, Leeuwarderadeel au nord-est, Het Bildt au nord, Franekeradeel à l'ouest et Littenseradiel au sud.

## Histoire
Menameradiel est une commune indépendante avant le 1er janvier 2018, où elle est supprimée et fusionnée avec Franekeradeel, Het Bildt et une partie de Littenseradiel pour former la nouvelle commune de Waadhoeke.

## Toponymie
Le nom officiel des villages de la commune est en frison depuis le 1er janvier 2010. Un an plus tard, le nom officiel de la commune, jusque-là Menaldumadeel en néerlandais, devient Menameradiel en frison.

## Villages et autres lieux
La commune comprenait treize villages et deux lieux-dits.

### Villages
- Berltsum
- Bitgum
- Bitgummole
- Blessum
- Boksum
- Deinum
- Dronryp
- Ingelum
- Marsum
- Menaam
- Skingen
- Slappeterp
- Wier

### Lieux-dits
- Kleaster Anjum
- Ritsumasyl